# KOMM-Bildungsbereich
Der KOMM-Bildungsbereich wurde 1984 in Nürnberg im damaligen KOMM gegründet und bestand bis Ende März 2018. Er war eine ehrenamtlich tätige Gruppe, die es sich zur Aufgabe gemacht hatte, das kulturelle Leben in Nürnberg mit Ideen jenseits der gängigen Formen der Institutionen zu bereichern. Der Schwerpunkt seiner Tätigkeit lag im Ausstellungswesen und in der politischen Jugend- und Erwachsenenbildung.
Inhaltlich ging die Arbeit des KOMM-Bildungsbereichs von den Ideen der Soziokultur aus. Das heißt, die Menschen werden nicht nur als Konsumenten begriffen, sondern sollten sich – im Idealfall – am Entstehen des Produktes, des Kulturangebotes, aktiv beteiligen (können). Dieser Kulturbegriff lehnt sich dabei an Ideen von Joseph Beuys („jeder Mensch ist ein Künstler“) genauso an, wie an die des Nürnberg Kulturreferenten Hermann Glaser oder des Frankfurter Kulturdezernenten Hilmar Hoffmann („Bürgerrecht Kultur“ und „Kultur von allen, für alle“).
Bis zu seiner Auflösung war der KOMM-Bildungsbereich eine akzeptierte Größe in der Nürnberger Ausstellungslandschaft. Seit 1985 hatte er weit über 100 Ausstellungen und andere Veranstaltungen organisiert und erstellt. Begleitet wurden diese von Veranstaltungen, die mit unterschiedlichen Medien die Vertiefungen einzelner Aspekte ermöglichen sollten.

## Ausstellungen (Auswahl)
- Sand – Rohstoff, Lebensmittel, Mangelware (2018)
- Caesar – Archivar des Todes. Fotografien aus syrischen Foltergefängnissen (2017)
- Vom Lachen und vom Sterben. Christoph Bangert, Fotografien vom Krieg (2016)
- Wer hat an der Uhr gedreht. Über die Wahrnehmung und den Umgang mit der Zeit (2014)
- Toter Erde schöner Schein – Fotografien von J Henry Fair
- Der Hesselberg – ein ‘heiliger’ Ort der Täter (2010)
- Keplers Formen – Geometrieausstellung (2009)
- Letizia Battaglia – Fotografien 1976 bis 2009 »Gegen die Mafia« (2009)
- »tierischmenschlich« – Digitale Lochkamerafotografien? Günter Derleth und Rudi Ott (2008)
- Form & Formel – Mathematikausstellung (2008)
- "haltbar bis" – Fotoausstellung, Andreas Hammerbacher (2008)
- "Nürnberg | New York & fotografische Retrospektive", Horst Schäfer (2008)
- "Das Runde muss ins Eckige" – Plattencover-Ausstellung (2007)
- Horst Faas: VISIBLE WAR – Kriegsfotografien (2006)
- Teufel & Heilige – Fotoausstellung, Stefan Hippel (2006)
- Weltsprache Fußball – Magnum Photos (2006)